# Михайло Любомирський
Михайло Любомирський (1752—1825, Дубно) — польсько-український князь гербу Шренява без хреста, генерал-лейтенант Волинської та Подільської дивізій з 1792, сеймовий суддя, лицар Мальтійського Ордену з 1798, спадковий Мальтійський командор у Великому Католицькому Пріораті Речі Посполитої.
Нащадок українських князів Вишневецьких, з їх бічної лінії княжого роду Любомирських. Молодший (четвертий) син Воєводи Київського Станіслава Любомирського (1704—1793) та Людвікою Потій (пом. 1786), донькою стражника великого литовського Антонія Потія та Розалії Загоровської.

## Життєпис
Син князя Станіслава Любомирського, нащадка князів Вишневецьких, воєводи Київськово та Брацлавського та Людвикі Гонорати Потій, з роду Потіїв.
З 1776 року - Полковник коронної армії Речі Посполитої. Командуючий 13-го піхотного полку Острозької ординації 1779-1794 рр., генерал-майор, командуючий Українською та Подільською дивізіями в 1785 р., в 1790 р. генерал-лейтенант, командуючий Волинською та Київською дивізіями, потім Волино-Подільською дивізією.
Як депутат від Волині на Сеймі Речі Посполитої 1780 року був обраний сеймовим суддею.
Він був масоном, намісником Малопольщі у Великому Національному Сходу Польщі з 1784 р.
У 1790 році він був нагороджений Орденом Білого Орла, в 1784 році став кавалером Ордена Святого Станіслава[6], 1788 року був нагороджений орденом Святого Св. Губерта.
1792 року генерал-лейтенант князь Михайло Любомирський брав участь у російсько-польській війні, де командував власною дивізією (4500 чол.). Після капітуляції короля Речі Посполитої Станіслава Августа Понятовського Михайло Любомирський приєднався до Тарговицької конфедерації.
Його син Марцелій Любомирський загинув у 1809 році під час захоплення окупованого австрійцями Сандомира. 
Помер 1825 у місті Дубно.

## Родина
1782 року князь Михайло Любомирський одружився з Магдаленою Рачинською (1765-1845), чим ще більше примножив свій стан. У шлюбі мав чотирьох синів та одну дочку:
- Марселін Любомирський (1782-1809)
- Йосип Любомирський (1785-1870), сенатор, таємний радник.
- Казимир Любомирський
- Тереза Любомирська (1793-1847), дружина з 1811 князя Максиміліана Яблоновського (1785-1846).
- Едвард Казимир Любомирський (1796–1823)